# Valleyfield (Île-du-Prince-Édouard)
Valleyfield est une ancienne municipalité rurale dans le comté de Kings et dans le comté de Queens sur l'Île-du-Prince-Édouard, au Canada, au sud-ouest Montague.
Le 28 septembre 2018, la ville fusionne avec 6 autres municipalités pour devenir la ville de Three Rivers.